# Amphidrina pexicera
Amphidrina pexicera là một loài bướm đêm trong họ Noctuidae.